# 1900 w nauce

## Urodzili się
- 25 stycznia – Theodosius Dobzhansky, amerykański genetyk ukraińskiego pochodzenia.
- 11 lutego – Hans-Georg Gadamer, niemiecki filozof, współtwórca XX-wiecznej hermeneutyki filozoficzne.
- 4 marca – Jan Zachwatowicz, polski profesor Wydziału Architektury Politechniki Warszawskiej. Generalny konserwator zabytków w latach 1945–1957.
- 9 marca – Howard Aiken, amerykański inżynier, pionier informatyki, współtwórca jednej z pierwszych maszyn cyfrowych – komputera Harvard Mark I.
- 15 marca – Ernst Neufert, niemiecki architekt, autor dzieła Podręcznik projektowania architektoniczno-budowlanego.
- 19 marca – Frédéric Joliot-Curie, francuski fizyk, wraz z żoną Irène Joliot-Curie odkrył zjawisko tworzenia par elektron – pozyton (pozytonium) z fotonów; w 1934 wspólnie odkryli i badali zjawisko sztucznej promieniotwórczości. Wraz z nią został uhonorowany Nagrodą Nobla.
- 23 marca – Erich Fromm, amerykański filozof, socjolog, psycholog i psychoanalityk niemieckiego pochodzenia.
- 25 kwietnia – Wolfgang Pauli, szwajcarski fizyk, sformułował tzw. zakaz Pauliego za co otrzymał w 1945 roku Nagrodę Nobla w dziedzinie fizyki.
- 26 kwietnia – Charles Francis Richter, amerykański geofizyk, opracował skalę pomiaru wielkości trzęsienia ziemi nazwaną od jego nazwiska skalą Richtera.
- 27 kwietnia – Zygmunt Wojciechowski, polski historyk państwa i prawa.
- 28 kwietnia – Jan Oort, holenderski astronom, udowodnił ruch obrotowy Drogi Mlecznej.
- 5 czerwca – Dennis Gabor, węgierski fizyk, za badania nad holografią otrzymał Nagrodę Nobla.
- 13 czerwca – Anton Kocian, słowacki nauczyciel i ornitolog.
- 19 lipca – Stefan Zwoliński, polski speleolog, legionista, fotograf.
- 14 sierpnia – Stanisław Sokołowski, polski geolog i taternik.
- 19 sierpnia – Gilbert Ryle, angielski filozof, przedstawiciel brytyjskiej szkoły analitycznej, był redaktorem magazynu Mind.
- 25 sierpnia – Hans Adolf Krebs, niemiecki biochemik, laureat Nagrody Nobla z 1953 roku za odkrycie cyklu kwasu cytrynowego.
- 26 sierpnia – Hellmuth Walter, niemiecki inżynier.
- 4 września – Andrzej Czarniak, polski architekt i narciarz.
- 30 października – Ragnar Granit, szwedzki neurofizjolog fińskiego pochodzenia, laureat Nagrody Nobla w roku 1967 za odkrycie podstawowych procesów fizjologicznych i chemicznych zachodzących w mózgu i oku podczas widzenia.
- 3 grudnia – Richard Kuhn, niemiecki biochemik, laureat Nagrody Nobla za prace nad karotenoidami i witaminami.
- 9 grudnia – Joseph Needham, brytyjski biochemik znany przede wszystkim z dzieła Nauka i cywilizacja w Chinach.
- 25 grudnia – Antoni Zygmund, polski matematyk.

## Zmarli
- 13 stycznia – Peter Waage, norweski chemik, wspólnie ze swoim szwagrem Cato Guldbergiem odkrył i opublikował w 1864 prawo działania mas.
- 22 stycznia – David Edward Hughes, angielski inżynier, w 1855 skonstruował telegraf Hughesa, a w 1878 stykowy mikrofon węglowy.
- 6 marca – Gottlieb Daimler, niemiecki inżynier.
- 24 marca – Salomon Joachim Halberstam, żydowski bibliofil, kolekcjoner, publicysta, kupiec, twórca składającej się z kilkuset pozycji kolekcji hebrajskich rękopisów i rzadkich druków.
- 5 kwietnia – Joseph Louis François Bertrand, francuski matematyk i ekonomista, sformułował postulat Bertranda, oraz model Bertranda opisujący konkurencję cenową w oligopolu.
- 24 kwietnia – Andrew Smith Hallidie, amerykański inżynier.
- 22 maja – William Lindley, brytyjski inżynier, projektant m.in. warszawskiej Stacji Filtrów.
- 8 sierpnia – Emil Škoda, czeski inżynier i przemysłowiec.
- 12 sierpnia – James Edward Keeler, amerykański astronom, odkrył przerwę Enckego.
- 25 sierpnia – Fryderyk Nietzsche, niemiecki filozof.
- 29 sierpnia – Bruno Abdank-Abakanowicz, polski wynalazca.
- 28 września – Gustav Gyula Geyer, węgierski przyrodnik.

## Nauki przyrodnicze i ścisłe

### Astronomia
- 28 maja – całkowite zaćmienie Słońca.
- 28 marca – niemiecki astronom Friedrich Karl Arnold Schwassmann odkrył planetoidę (454) Mathesis.
- 22 maja – niemieccy astronomowie Max Wolf i Arnold Schwassmann odkryli planetoidę (455) Bruchsalia.

### Biologia
- 14 marca Hugo de Vries, holenderski botanik i genetyk, potwierdził sformułowane w roku 1866 Prawa Mendla, mówiące o regułach przekazywania cech dziedzicznych.
- 24 marca 14-letni chłopiec zastrzelił w Ohio ostatniego żyjącego na wolności gołębia wędrownego.

### Chemia
- Johannes Rydberg przeprowadza obserwacje widma wodoru, antycypując reguły Ritza.
- Odkrycie radonu przez Friedricha Dorna.

### Fizyka
- Paul Villard podczas prac nad rozpadem uranu odkrywa promienie gamma.
- Max Planck postawił teorię kwantową, tłumaczącą promieniowanie ciała doskonale czarnego.
- Otto Walkhoff stwierdził, iż promieniowanie radu może zniszczyć żywe tkanki. Rad emituje 75% promieniowania alfa i 20% promieniowania beta[1].
- 5 stycznia fizyk Henry Augustus Rowland z Uniwersytetu Johnsa Hopkinsa w Baltimore odkrył przyczynę magnetyzmu ziemskiego.

### Matematyka
- David Hilbert formułuje listę 23 problemów (Problemy Hilberta) badań matematycznych.

### Medycyna
- W Londynie wybuchła epidemia grypy.

## Nauki społeczne

### Archeologia
- 16 marca sir Arthur John Evans zakupił ziemię, na której znajdują się ruiny pałacu w Knossos na Krecie celem przeprowadzenia prac wykopaliskowych.

### Prawo
- 19 czerwca – zarejestrowano Fundację Nobla.
- 2 września – w pruskich szkołach publicznych wprowadzono przedmiot wychowanie seksualne.

## Technika
- Francuski metalurg Edmond Fouche opracował metodę spawania gazowego[2].
- 9 stycznia pierwszy bezpośredni pociąg wyruszył z Kairu do Chartumu.
- 27 stycznia we Francji założono pierwsze liczniki telefoniczne.
- 2 lipca odbył się pierwszy udany lot sterowcem, skonstruowanym przez Ferdinanda von Zeppelina, nad Jeziorem Bodeńskim w pobliżu Friedrichshafen (sterowiec LZ 1).
- 19 lipca została otwarta pierwsza linia metra w Paryżu.
- 3 listopada otwarto pierwszą wystawę samochodów w Nowym Jorku w Madison Square Garden.
- 13 grudnia – uruchomiono pierwszą wąskotorową linię kolejową na Bornholmie.

## Geografia
- 25 kwietnia wyprawa polarna pod dowództwem włoskiego księcia Ludwika Amadeusza Sabaudzkiego zbliżyła się na rekordową odległość do bieguna północnego, osiągając 86°34′ szer. geogr. północnej.